# Mandeville (Louisiana)
Mandeville is een plaats (city) in de Amerikaanse staat Louisiana, en valt bestuurlijk gezien onder St. Tammany Parish.

## Demografie
Bij de volkstelling in 2000 werd het aantal inwoners vastgesteld op 10.489.
In 2006 is het aantal inwoners door het United States Census Bureau geschat op 12.158, een stijging van 1669 (15,9%).

## Geografie
Volgens het United States Census Bureau beslaat de plaats een oppervlakte van
17,6 km², geheel bestaande uit land. Mandeville ligt op ongeveer 5 m boven zeeniveau.

## Plaatsen in de nabije omgeving
De onderstaande figuur toont nabijgelegen plaatsen in een straal van 32 km rond Mandeville.